# Осьминог Каналоа

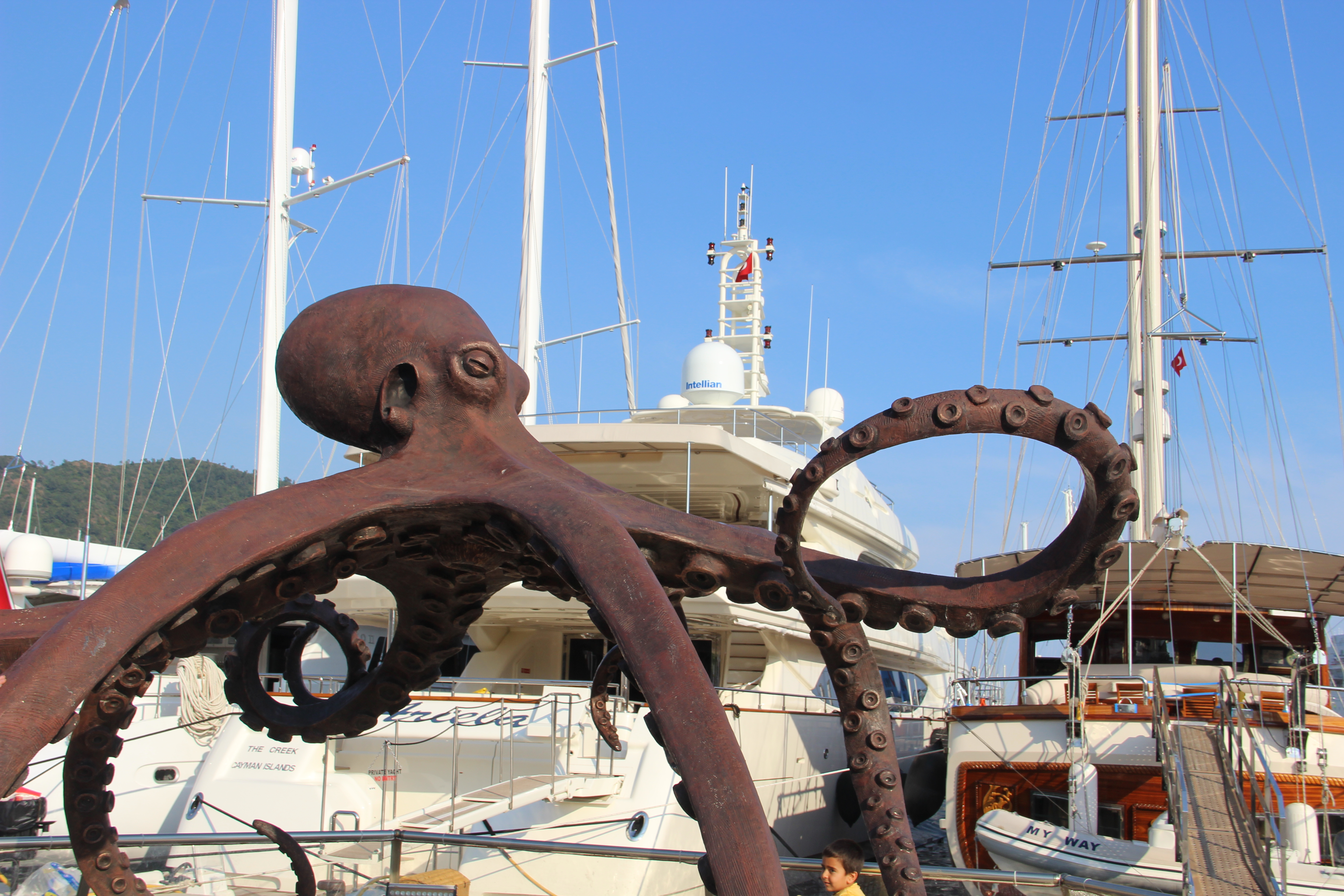
статуя гигантского осьминога

Осьминог Каналоа — мифическое существо из мифов гавайцев. В зависимости от конкретного мифа, роль может меняться от положительной до отрицательной, но обыкновенно это нейтральный персонаж. Каналоа и Тангароа — одно и то же, только у разных народов.

## Роль
Каналоа почитался гавайцами как божество, но мог играть разную роль. при строительстве своих плавсредств (плотов и лодок) они молились Кане, а при плавании молились Каналоа, однако нигде не говорилось является Каналоа божеством моря или мореплавания, но всегда его изображали в виде осьминога или кальмара. в поздних мифах Каналоа изображается бунтарём, сброшенным в преисподнюю. тогда он стал персонификаций опасностей, подстерегающих в море, и вообще у воды, а также аналогом христианского Дьявола. на самом деле, христианские миссионеры выделили для каждого персонажа гавайских легенд роль, аналогичную роли персонажей христианских текстов.